# Helene-Habermann-Gymnasium
Das Helene-Habermann-Gymnasium (Eigenschreibweise: Helene Habermann Gymnasium; bis 2021 Jüdisches Gymnasium) ist ein privates, staatlich anerkanntes Gymnasium im Münchner Stadtbezirk Obergiesing-Fasangarten in Trägerschaft der Israelitischen Kultusgemeinde München und Oberbayern. Nach einer Vorgängereinrichtung, die nach Ende des Zweiten Weltkrieges nur wenige Jahre bestand, ist es das zweite Gymnasium in jüdischer Trägerschaft in der Geschichte der Stadt München.

## Lage
Das Helene-Habermann-Gymnasium liegt an der Lincolnstraße im Münchner Stadtteil Fasangarten in direkter Nachbarschaft der Siedlung am Perlacher Forst. Die Räumlichkeiten der Schule sind Teil des 2019 eröffneten Standortes Fasangarten der Europäischen Schule München. Beide Schulen pflegen einen freundschaftlichen Austausch und intensive Kooperation, sind aber funktional und räumlich komplett selbstständig. Lediglich der Pausenhof und die Sportanlagen werden gemeinsam genutzt.

## Geschichte

### Vorgeschichte und Gründung
Mit der Sinai-Grundschule bestand bereits in München seit den 1960er Jahren eine jüdische Bildungseinrichtung für die Schulklassen 1 bis 4. Ein erstes jüdisches Gymnasium, das nach Kriegsende vor allem für die Kinder der zahlreichen Displaced Persons im Großraum München gegründet worden war, musste aufgrund anhaltender Auswanderung und der damit verbundenen Abnahme der Schülerzahlen bereits 1951 wieder schließen. Bestrebungen für eine Neugründung blieben danach jahrzehntelang ohne Erfolg. Erst mit dem rapiden Wachstum der Kultusgemeinde infolge des Zuzug von Kontingentflüchtlingen aus der ehemaligen Sowjetunion ab Anfang der 1990er und der räumlichen Vergrößerung der Gemeinde durch den Umzug in das neugebaute Gemeindezentrum am St.-Jakobs-Platz im März 2007 gewann die Idee neuen Schwung.
Im September 2016 erfolgte in Anwesenheit des damaligen bayerischen Kultusministers Ludwig Spaenle die feierliche Gründung des Jüdischen Gymnasiums, das zu Beginn des Schuljahres 2016/17 mit einer ersten 5. Klasse den Schulbetrieb aufnahm.

### Schulbetrieb
Während der ersten fünf Jahre seines Bestehens war das Gymnasium in den Räumlichkeiten des Jüdischen Gemeindezentrums untergebracht, das jedoch mit steigender Schülerzahl immer mehr an räumliche Grenzen stieß. Nach Verhandlungen unter Vermittlung der Landeshauptstadt München und des Bundesministeriums für Wissenschaft und Forschung konnte schließlich eine Einigung mit der Europäischen Schule München erzielt werden, die ab dem Schuljahr 2021/22 einen Teil ihrer Liegenschaft am Fasangarten zur Nutzung zur Verfügung stellte. Das neue Schulgebäude wurde am 14. September 2021 von Charlotte Knobloch, der Präsidentin der Israelitischen Kultusgemeinde, und Bundesministerin Anja Karliczek im Beisein zahlreicher Gäste offiziell seiner Bestimmung übergeben. Einzelne Bereiche, etwa die Fachräume für Chemie und Physik, wurden noch in den folgenden Jahren fertiggestellt.
Im Juni 2024 legte der erste Jahrgang, der das Helene-Habermann-Gymnasium seit der Gründung durchlaufen hatte, das Abitur ab. Aufgrund der Rückumstellung auf das neunjährige Gymnasium gibt es im Schuljahr 2024/25 einmalig keine Abschlussklasse.

### Namensgebung
Die Schule trug zunächst den Namen Jüdisches Gymnasium. Zu Beginn des Schuljahres 2021/22 wurde sie zeitgleich mit dem Umzug an den Fasangarten nach der aus Schlesien stammenden Holocaust-Überlebenden Helene Habermann (1928–2019) benannt, die sich nach 1945 in München niedergelassen hatte und mit ihrer hier begründeten Familie zu einer zentralen Persönlichkeit der jüdischen Gemeinde geworden war. Ihre Söhne Harry und Roman waren bei der Einweihung des neuen Gebäudes im September 2021 als Ehrengäste anwesend.

## Aufbau und Konzept
Die Schule ist einzügig und wird derzeit (Schuljahr 2024/25) von 111 Schülerinnen und Schülern in acht Klassen besucht, womit eine Klassengröße von deutlich unter 20 erreicht wird. Knapp zwei Drittel der Schüler gehören der jüdischen Religion an.

### Zweige und Wahlmöglichkeiten
Das Helene-Habermann-Gymnasium bietet einen naturwissenschaftlich-technologischen Ausbildungszweig sowie die Fremdsprachenfolge Englisch (5)/Französisch (6) oder Englisch (5)/Hebräisch (6). Wahlweise kann ab der 11. Klasse spätbeginnend Russisch hinzugewählt werden.

### Jüdisches Profil
Wesentliches Merkmal des Gymnasiums als Schule in jüdischer Trägerschaft ist die Vermittlung jüdischer Kultur, Tradition, Geschichte und Religion. Diese erfolgt u. a. durch das inhaltliche Vorbereiten und Feiern jüdischer Festtage, die Vermittlung und Beachtung der Kaschrut-Regeln, religiöse Bildung etwa durch tägliches Schacharit-(Morgen)Gebet, Unterstützung jüdischer Schülerinnen und Schüler bei der Bar-/Bat-Mitzwah-Vorbereitung, einen Unterricht in israelitischer Religionslehre unabhängig von der Religionszugehörigkeit, gemeinsame Pflege der Erinnerungskultur, lebendigen Austausch mit Israel u. a. durch eine Schulfahrt in der Oberstufe, ein Fach „Judaistik“ als Vertiefung der Fächer Deutsch und Geschichte sowie die Möglichkeit des Erlernens von Neuhebräisch (Iwrit) als zweite Fremdsprache.

### Deutsch-Sonderklassen
Für Schüler u. a. aus Familien, die sich neu in Deutschland aufhalten, werden bei ausreichendem Bedarf Deutsch-Sonderklassen angeboten. Dieses Angebot wurde beispielsweise nach Beginn der russischen Invasion in der Ukraine im Frühjahr 2022 vielfach genutzt. Ein Großteil der Schüler, die die Angebote wahrnahmen, konnten bereits im folgenden Schuljahr in den Regelbetrieb wechseln.

## Schulleitung
Leiterin der Schule ist seit ihrer Gründung Miriam Geldmacher.